# Guem
Abdelmadjid Guemguem, connu sous le nom de Guem, né le 9 mars 1947 à Batna dans les Aurès en Algérie et mort le 21 janvier 2021, est un percussionniste, musicien et danseur parisien d'origine algérienne.

## Biographie
Abdelmadjid Guemguem passe toute sa jeunesse à Batna dans le Diwan Batna dans le quartier Smala. Il fait partie de plusieurs troupes musicales batnéennes en tant que percussionniste. Il est aussi footballeur et joue dans l'équipe du Chabab Aurès Batna sans oublier son petit passage au MCA (Mouloudia Club Alger). Dans les années 1960, il fait de longs séjours en France, mais ce n'est qu'au début des années 1970 qu'il s'y installe définitivement.
Le 14 juillet 1966, Guem monte sur scène pour la première fois lors d'un bal populaire. À partir de ce moment, il est invité à jouer dans des bals et des cafés, notamment à Barbès, à Paris. En 1970,  il est engagé par le Centre Américain de Paris. Guem aura l'occasion d'accompagner divers jazzmen tels que Steve Lacy et Michel Portal, il travaille aussi avec la chanteuse Colette Magny. Créant une musique basée exclusivement sur la percussion, il enregistre plusieurs albums et fait des tournées internationales, qui accroissent sa notoriété.
Il enseigne les percussions qu’il lie systématiquement à la danse, art dont il est également un fin praticien. Guem n'a jamais renoncé à l'enseignement. "Pour moi c'est naturel, c'est comme la scène, car une passion ça se partage" , comme il dit dans une interview avec RFI, le 23 mai 2003.
En 1973 il sort son premier opus Percussions Africaines, suivi en 1978 de l'album qui le fera connaître Guem et Zaka, qu´il réalisé avec ses élèves du Centre Culturel Américain. Guem compose à cette époque son morceau culte Le Serpent, réenregistré en 1996 pour le générique de l'émission Ça se discute (présentée par Jean Luc Delarue) de France 2 (la version originale est disponible sur le disque Percussions). Ce jingle contribuera aussi à sa notoriété. Il a également composé la musique du spot publicitaire du parfum Diesel Only the brave.
Se formant à toutes les percussions, voyageur en quête permanent de nouveaux sons, il rapporte des rythmes des quatre coins du monde. En 1981, pendant un  sejour de six mois au Brésil, il enregistre son cinquième disque O Universo Ritmico de Guem (« quand les percussions brésiliennes retrouvent leurs racines africaines »), qui est réédité, en CD, en 2001.
Dans l´album Roses des Sables, publié en 2003, il joue tous les instruments, laissant d'ailleurs la place à quelques grands noms des platines (Fred Galliano, Jeff Sharel et Oscar) pour remixer trois de ses histoires de peaux.
En 2011, Guem sort l'album Mon Paris. Pour chaque arrondissement, Guem a composé un morceau, pour rendre hommage à la ville des lumières, qu'il considère comme « la plus belle ville du monde ».
Le musicien et compositeur qui a acquis au fil du temps des surnoms comme l’homme aux mains d’or ou bien le musicien aux mille doigts, offre à la percussion une véritable place mélodique dans l'univers musical.
Guem a une fille, Sarah, qui l'accompagne en danse sur scène,,,,.
Il décède le 22 janvier 2021 à Paris,.

## Discographie
- 1973 : Percussions Africaines (Harmonia Mundi)
- 1978 : Guem & Zaka Percussion (Harmonia Mundi)
- 1981 : O Universo Rítmico De Guem (Harmonia Mundi)
- 1983 : Félin (Harmonia Mundi)
- 1985 : Possession (Le Chant du monde)
- 1993 : Danse (Harmonia Mundi)
- 1995 : Musiques de transe (Harmonia Mundi)
- 1995 : Baobab (Voix d'Afrique)
- 1996 : Voyage (Voix d'Afrique)
- 1997 : Rhythm'n'ball (Harmonia Mundi)
- 1997 : Percussions (Le Chant du monde)
- 1999 : Royal Dance (Le Chant du monde)
- 2001 : Libertés (Harmonia Mundi)
- 2001 : Live à l'Élysée Montmartre (Follow Me Rec)
- 2002: Percussions africaines pour la danse = African Percussion for Dance (Le Chant du Monde)
- 2003 : Rose Des Sables (Follow Me Rec)
- 2004 : De la danse à la transe (Harmonia Mundi)
- 2006 : Caméléon (Nocturne)
- 2007 : Couleurs Pays (Nocturne)
- 2009 : Guem [Jérémy Soudant]
- 2011 : Mon Paris

## Pédagogie
Guem donne des cours de percussion et de danse (africaine, orientale), entre autres au Centre des arts vivants à Paris et dans le cadre du festival international  ImPulsTanz. Sa devise en tant que musicien, danseur et pédagogue : « Le rythme c'est la vie, et le rythme appartient à tout le monde. Quand on a une passion, il faut la partager. »